# Ștefan Mardare
Ștefan Adrian Mardare (sinh ngày 3 tháng 12 năm 1987) là một cầu thủ bóng đá người România thi đấu ở vị trí trung vệ cho Dunărea Călărași.
Anhe tốt nghiệp học viện FCM Bacău. Sau đó anh ra mắt cho đội một trước Rapid București lúc 15 tuổi. Rời Bacau sau khi đội bóng xuống hạng, anh ký hợp đồng với F.C. Vaslui, nơi anh trở thành cầu thủ ra sân thường xuyên.
Mardare được liên kết với Newcastle và Everton năm 2007.
Vào tháng 9 năm 2013, anh ký bản hợp đồng 3 năm cùng với Dinamo București, nhưng anh chỉ thi đấu dự bị vì khả năng thể hình không tốt.

## Danh hiệu

### Debrecen
- Nemzeti Bajnokság I: 2011–12
- Magyar Kupa: 2011–12